# John Heard
John Matthew Heard Jr. (n. 7 martie 1946, Washington, D.C., District of Columbia, SUA – d. 21 iulie 2017, Palo Alto, California, SUA) a fost un actor american de film și televiziune.
A jucat roluri principale în mai multe filme, printre care Deceived, Chilly Scenes of Winter, Heart Beat, Cutter's Way, Cat People și CHUD, precum și roluri de susținere în After Hours, Big, Beaches, Awakings, Rambling Rose, The Pelican Brief, Americanii mei, ochii de șarpe și fabrica de animale. De asemenea, el l-a interpretat pe Peter McCallister, tatăl protagonistului Kevin McCallister(Macaulay Culkin), în filmul Home Alone și continuarea lui Home Alone 2: Lost in New York, precum și George în Sharknado. Heard a fost nominalizat la un premiu Emmy în 1999 pentru invitatul jucând în filmul The Sopranos.
Viața timpurie
Heard s-a născut pe 7 martie 1946, la Washington, D.C. El a fost fiul lui Helen (Sperling), care a fost implicat în arte și a apărut în teatrul comunitar, și John Henry Heard, care a lucrat pentru biroul secretarului apărării. Auzul a fost crescut ca catolic.
Heard a participat la liceul Gonzaga College, la Universitatea Clark din Worcester, Massachusetts și la Universitatea Catolică din America, din Washington, D.C. A crescut cu două surori, dintre care una, Cordis, este și actriță, și un frate, Matthew, care a murit în 1975.

## Cariera în actorie
În anii ’70, Heard a apărut pe scenă și în televiziune și film. A apărut în afara Broadway în 1974 în piesa lui Mark Medoff The Wager și în 1975 ca Guildenstern în Hamlet la Delacorte Theatre din Central Park, unde l-a subliniat și pe Sam Waterston în rolul lui Hamlet. În toamna aceea, producția s-a mutat la Teatrul Vivian Beaumont din Lincoln Center. Heard a apărut la Centrul de teatru Eugene O'Neill în 1977 într-o serie de piese noi. Heard a câștigat premiile Obie pentru spectacolele sale din Othello și Split în 1979–80. El a fost rolul masculin din filmul Head Over Heels din 1979 (care a fost redenumit și relansat ca Chilly Scenes of Winter în 1982).
În 1981, el a jucat rolul principal al lui Alex Cutter în filmul Cutter's Way. În 1982, el l-a jucat pe iubitul lui Nastassja Kinski, unul dintre personajele principale, în remake-ul lui Cat People. El a co-jucat ca fotograf George Cooper în C.H.U.D. (Cannibalistic Humanoid Underground Dwellers, 1984) alături de viitorul co-star Daniel Stern și în The Trip to Bountiful (1985). În filmul de comedie-dramă Heaven Help Us (alias, Catholic Boys, 1985), Heard a interpretat un călugăr pe nume fratele Timothy. În After Hours (de asemenea, 1985), Heard a fost barmanul Tom Schorr.
El a fost văzut în filmul The Milagro Beanfield War și a avut un rol semnificativ în rolul lui Paul, concurentul corporatist adult al lui Tom Hanks și iubitul jilted al lui Elizabeth Perkins, în Big (ambele în 1988). El a co-jucat cu Bette Midler în Beaches (tot în 1988). În 1990 Heard a jucat în filmul filozofic Mindwalk, în care trei personaje din medii socialitice și poetice diferite își exprimă părerile cu privire la experiența umană, și cam în același timp, a fost în Deștepți alături de Robert De Niro și Robin Williams, jucat în Deceived ( 1991), cu Goldie Hawn, interpretându-l pe Jack Saunders și a avut un rol de susținere în Gladiator (1992), cu Cuba Gooding Jr.
A jucat pe Daugherty în filmul Radio Flyer (1992) și pe agentul FBI Gavin Vereek în The Pelican Brief (1993). A jucat alături de Samuel L. Jackson în filmul One Eight Seven din 1997 și a fost prezentat în miniseria din 2000 Perfect Murder, Perfect Town.

### Singur Acasă și continuarea
În 1990, Heard a jucat ca Peter McCallister în comedia Home Alone. El a jucat rolul tatălui lui Kevin care, fără să vrea, își lasă fiul acasă când face o călătorie de Crăciun în Franța. Heard a ales să caracterizeze rolul cu o combinație de acțiuni dramatice în cauză ale unui tată care-i lipsește fiul împreună cu tropele comedice mai clasice. Filmul a fost unul dintre cele mai mari hituri din 1990, iar Heard a reprizat rolul lui McCallister în continuarea Singur Acasă 2: Pierdut în New York.

### Munca de televiziune
Heard a apărut într-o producție de televiziune a The Scarlet Letter (1979) ca Arthur Dimmesdale. El a jucat liderul Ku Klux Klan din viața reală DC Stephenson în miniserie TV Cross of Fire (1989) și a jucat rolul lui David Manning în adaptarea mini serie ABC a lui Shirley MacLaine's Out on a Limb, o amintire a călătoriei ei spre acceptarea spiritualului și realități extraterestre. Heard a mai avut roluri pe The Sopranos în rolul detectivului corupt tulburător Vin Makazian pentru care a primit o nominalizare la Emmy ca actor invitat de excepție, precum și a lui Mr.Detrolio tatăl lui Finn Detrolio, unul dintre prietenii lui Meadows, iar mai târziu la Battlestar Galactica în funcția de comandant Barry Acumula.El a avut roluri recurente în CSI: Miami (ca Kenwall Duquesne, tatăl lui Calleigh Duquesne) și Prison Break (în calitate de Frank Tancredi, guvernatorul Illinois și tatăl lui Sara Tancredi). Printre alte roluri de film și televiziune din anii 2000 și 2010, el a jucat primarul orașului Chicago la două episoade din serialul Fox The Chicago Code.

### Moștenire
În 2008, Heard a fost întrebat despre cariera sa, iar el a răspuns:
„
Bănuiesc că am trecut de la un tânăr conducător la un simplu actor de hackeri. ... Când am venit la Hollywood, eram destul de actor de scenă și mă așteptam să fie liniștiți. Și nu au fost. Își făceau treaba și ești de așteptat să-ți faci treaba și ești un fel de această existență continuă. Am fost un pic smucit de arogant. Acum, este ceva mai mult ca: „Bine, îmi dau seama că trebuie să mă bateți cu pulbere la fiecare trei secunde”. Și stau acolo și sunt puțin mai tolerant ... cred că am avut timpul meu. Am lăsat mingea, cum ar spune tatăl meu. Cred că aș fi putut face mai mult cu cariera mea decât am făcut-o și am cam răsturnat. Dar este în regulă, este în regulă, așa este. Fără struguri acri. Adică nu am niciun regret. Cu excepția faptului că aș fi putut juca câteva piese mai mari.“

## Viața personală
S-a căsătorit cu actrița Margot Kidder în 1979, dar s-au despărțit după numai șase zile. În 1987, a avut un fiu, John Matthew Heard, cu actrița și fosta iubită Melissa Leo. Heard a fost arestat în 1991 și acuzat de agresiune de gradul trei pentru că ar fi păcălit Leo.În 1997, el a fost găsit vinovat de încălcarea la casa lui Leo, dar a fost achitat de acuzațiile de încălcare la școala fiului lor.
Pe lângă Kidder, el a fost căsătorit și cu Sharon Heard și Lana Pritchard. Sharon și Heard au avut doi copii împreună, Annika Rose și Maxwell John.Heard și Pritchard s-au căsătorit pe 24 mai 2010, în Los Angeles, și au divorțat aproximativ șapte luni mai târziu. Fiul său înstrăinat Maxwell John Heard a murit pe 6 decembrie 2016, la 22 de ani.

## Decesul
Heard a murit în urma unui atac de cord la 21 iulie 2017, la vârsta de 71 de ani. Corpul său a fost găsit de personalul dintr-un hotel din Palo Alto, California, unde se presupunea că se recuperă după o intervenție chirurgicală minoră la spitalul Universității Stanford. Chirurgia din spate nu a jucat un rol în moartea sa. Moartea sa a fost confirmată de cabinetul examinatorului medical al județului Santa Clara. A fost înmormântat în Cimitirul South Side din Ipswich, Massachusetts.

## Premii și onoruri
Sursa, dacă nu se menționează altfel:
1977 The World Award Award pentru interpretarea sa în G.R. Punct
1976–77 Premiul Obie, cea mai bună performanță, G.R. Punct
Premiul Obie 1979–80, cea mai bună performanță, Othello și Split
1999 nominalizarea la Premiul Emmy, Actor invitat de excepție într-o serie de dramă (1999)
În 2003, a fost introdus în sala de renume a teatrului liceului Gonzaga College.

## Filmografie
De-a lungul unei cariere de aproape 40 de ani, John Heard a apărut în cel puțin 105 filme și 67 de seriale de televiziune.
| An   | Titlu                                   | Rol                      | Note       |
| ---- | --------------------------------------- | ------------------------ | ---------- |
| 1977 | Between the Lines                       | Harry Lucas              |            |
| 1977 | First Love                              | David Bonner             |            |
| 1978 | Rush It                                 | Byron                    |            |
| 1978 | On the Yard                             | Juleson                  |            |
| 1979 | Chilly Scenes of Winter                 | Charles                  |            |
| 1980 | Heart Beat                              | Jack Kerouac             |            |
| 1981 | Cutter's Way                            | Alex Cutter              |            |
| 1982 | Cat People                              | Oliver Yates             |            |
| 1984 | C.H.U.D.                                | George Cooper            |            |
| 1984 | Best Revenge                            | Charlie                  |            |
| 1984 | Violated                                | Skipper                  |            |
| 1985 | Too Scared to Scream                    | Sid                      |            |
| 1985 | Heaven Help Us                          | Brother Timothy          |            |
| 1985 | After Hours                             | Thomas 'Tom' Schorr      |            |
| 1985 | The Trip to Bountiful                   | Ludie Watts              |            |
| 1987 | Dear America: Letters Home from Vietnam | Johnny Boy (voice)       |            |
| 1988 | The Telephone                           | Telephone Man            |            |
| 1988 | The Milagro Beanfield War               | Charlie Bloom            |            |
| 1988 | The Seventh Sign                        | Reverend                 |            |
| 1988 | Big                                     | Paul Davenport           |            |
| 1988 | Betrayed                                | Michael Carnes           |            |
| 1988 | Beaches                                 | John Pierce              |            |
| 1989 | The Package                             | Colonel Glen Whitacre    |            |
| 1990 | Blown Away                              | Charlie                  |            |
| 1990 | Mindwalk                                | Thomas Harriman          |            |
| 1990 | The End of Innocence                    | Dean                     |            |
| 1990 | Home Alone                              | Peter McCallister        |            |
| 1990 | Awakenings                              | Dr. Kaufman              |            |
| 1991 | Rambling Rose                           | Willcox Hillyer          |            |
| 1991 | Deceived                                | Jack Saunders            |            |
| 1992 | Radio Flyer                             | Daugherty                |            |
| 1992 | Gladiator                               | John Riley               |            |
| 1992 | Waterland                               | Lewis Scott              |            |
| 1992 | Home Alone 2: Lost in New York          | Peter McCallister        |            |
| 1993 | In the Line of Fire                     | Professor Riger          |            |
| 1993 | Me and Veronica                         | Frankie                  |            |
| 1993 | The Pelican Brief                       | Gavin Vereek             |            |
| 1996 | Before and After                        | Wendell Bye              |            |
| 1996 | My Fellow Americans                     | Ted Matthews             |            |
| 1997 | One Eight Seven                         | Dave Childress           |            |
| 1997 | Executive Power                         | Walker                   |            |
| 1997 | Men                                     | George Babbington        |            |
| 1997 | Silent Cradle                           | Dr. Brittain             |            |
| 1998 | Snake Eyes                              | Gilbert Powell           |            |
| 1998 | Desert Blue                             | Professor Lance Davidson |            |
| 1999 | Jazz Night                              | John Little              | Film scurt |
| 1999 | The Secret Pact                         | Jerome Carver            |            |
| 1999 | Fish Out of Water                       | Gregor                   |            |
| 1999 | Freak Weather                           | David                    |            |
| 2000 | Animal Factory                          | James Decker             |            |
| 2000 | The Photographer                        | Marcello                 |            |
| 2000 | Pollock                                 | Tony Smith               |            |
| 2001 | The Boys of Sunset Ridge                | John Burroughs           |            |
| 2001 | O                                       | Dean Bob Brable          |            |
| 2001 | Dying on the Edge                       | John Fuller              |            |
| 2002 | Researching Raymond Burke               | Raymond Burke            | Film scurt |
| 2002 | Fair Play                               | Owen                     | Film scurt |
| 2004 | Mind the Gap                            | Henry Richards           |            |
| 2004 | White Chicks                            | Warren Vandergeld        |            |
| 2004 | My Tiny Universe                        | Bobby                    |            |
| 2004 | Under the City                          | Scova                    |            |
| 2005 | The Chumscrubber                        | Officer Lou Bratley      |            |
| 2005 | Edison                                  | Captain Brian Tilman     |            |
| 2005 | The Deal                                | Professor Roseman        |            |
| 2005 | Tracks                                  | Prison Warden            |            |
| 2005 | Sweet Land                              | Minister Sorrensen       |            |
| 2006 | Steel City                              | Carl Lee                 |            |
| 2006 | Gamers: The Movie                       | Gordon's Dad             |            |
| 2006 | The Guardian                            | Captain Frank Larson     |            |
| 2007 | Dead Lenny                              | Dr. Robert Hooker        |            |
| 2007 | The Great Debaters                      | Sheriff Dozier           |            |
| 2007 | Brothers Three: An American Gothic      | Father                   |            |
| 2008 | P.J.                                    | Dr. Alan Shearson        |            |
| 2008 | Justice League: The New Frontier        | Ace Morgan (voice)       |            |
| 2008 | The Lucky Ones                          | Bob                      |            |
| 2009 | Red State Blues                         | Fritz                    | Film scurt |
| 2009 | Formosa Betrayed                        | Tom Braxton              |            |
| 2009 | Little Hercules in 3-D                  | Coach Nimms              |            |
| 2010 | The Truth                               | Jonathan Davenport       |            |
| 2010 | Ivan's House                            | Ivan                     | Film scurt |
| 2011 | Whisper Me a Lullaby                    | Poppy                    |            |
| 2012 | The Legends of Nethiah                  | Nethiah's Father         |            |
| 2012 | A Perfect Ending                        | Mason Westridge          |            |
| 2012 | Stealing Roses                          | Walter                   |            |
| 2012 | Would You Rather                        | Conway                   |            |
| 2013 | The Insomniac                           | Paul Epstein             |            |
| 2013 | Assault on Wall Street                  | Jeremy Stancroft         |            |
| 2013 | Snake and Mongoose                      | Wally Parks              |            |
| 2013 | Runner Runner                           | Harry Furst              |            |
| 2013 | Torn                                    | Detective Kalkowitz      |            |
| 2013 | Buoyancy                                | Frank                    | Film scurt |
| 2014 | Warren                                  | Jack Cavanee             |            |
| 2014 | Animals                                 | Albert                   |            |
| 2014 | Boys of Abu Ghraib                      | Sam Farmer               |            |
| 2014 | The Nurse                               | Frank                    |            |
| 2014 | One More Day                            | Tom                      | Film scurt |
| 2015 | Boiling Pot                             | Tim Davis                |            |
| 2016 | Is That a Gun in Your Pocket            | Sheriff Parsons          |            |
| 2016 | After the Reality                       | Bob                      |            |
| 2016 | Jimmy Vestvood: Amerikan Hero           | JP Monroe                |            |
| 2016 | So B. It                                | Thurman Hil              |            |
| 2017 | Searching for Fortune                   | Denton Sr.               |            |
| 2017 | Counting for Thunder                    | Garrett Stalworth        |            |
| 2017 | Pray for Rain                           | Markus Gardener          |            |
| 2017 | Last Rampage                            | Blackwell                |            |
| 2018 | The Tale                                | Bill - Older             | Postmortem |
| 2018 | Living Among Us                         | Andrew                   | Postmortem |